# アウグスト・アイゼンメンゲル
アウグスト・アイゼンメンゲル（August Eisenmenger,1830年2月11日 - 1907年12月7日）は、オーストリアの画家である。肖像画や歴史画を描き、ウィーン楽友協会の大ホール（通称「黄金のホール」）の天井画などを制作したことなどで知られている。

## 略歴
ウィーンで生まれた。15歳でウィーン美術アカデミーに入学し、早くから賞を得るなどしたが、1848年には経済的な問題で学生を続けられなくなった。1856年に美術アカデミーの教授のカール・ラールの助手、弟子になり、エドゥアルト・ビッターリヒ(Eduard Bitterlich)やクリスティアン・グリーペンケールといったラールの学生とともに教会などの装飾画の制作に従事するようになり、画家の仕事を続けられるようになった。
1863年にウィーンの実業学校の絵画教師の任じられ、1872年にウィーン美術アカデミーの教授になり、私塾も開いた。アイゼンメンゲルが教えた学生には、オリエンタリズムの画家になったルドルフ・エルンストやヒャシント・フォン・ヴィーゼル(Hyacinth von Wieser)、ハインリヒ・ハンス・シュリマルスキ(Heinrich Hans Schlimarski)、モーリッツ・コシェル(Moritz Coschell)らがいる。
アイゼンメンゲルの有名な作品には、ウィーン楽友協会の「黄金のホール」(Goldenen Saal des Wiener Musikvereins)や現在は博物館になっている皇帝の別邸、Hermesvillaなどの装飾画がある。
ウィーンで亡くなった。息子のフィクトール・アイゼンメンゲル(Victor Eisenmenger: 1864-1932)は国王の侍医になり、「アイゼンメンゲル症候群」に名前が残されている心臓医になった。

## 作品

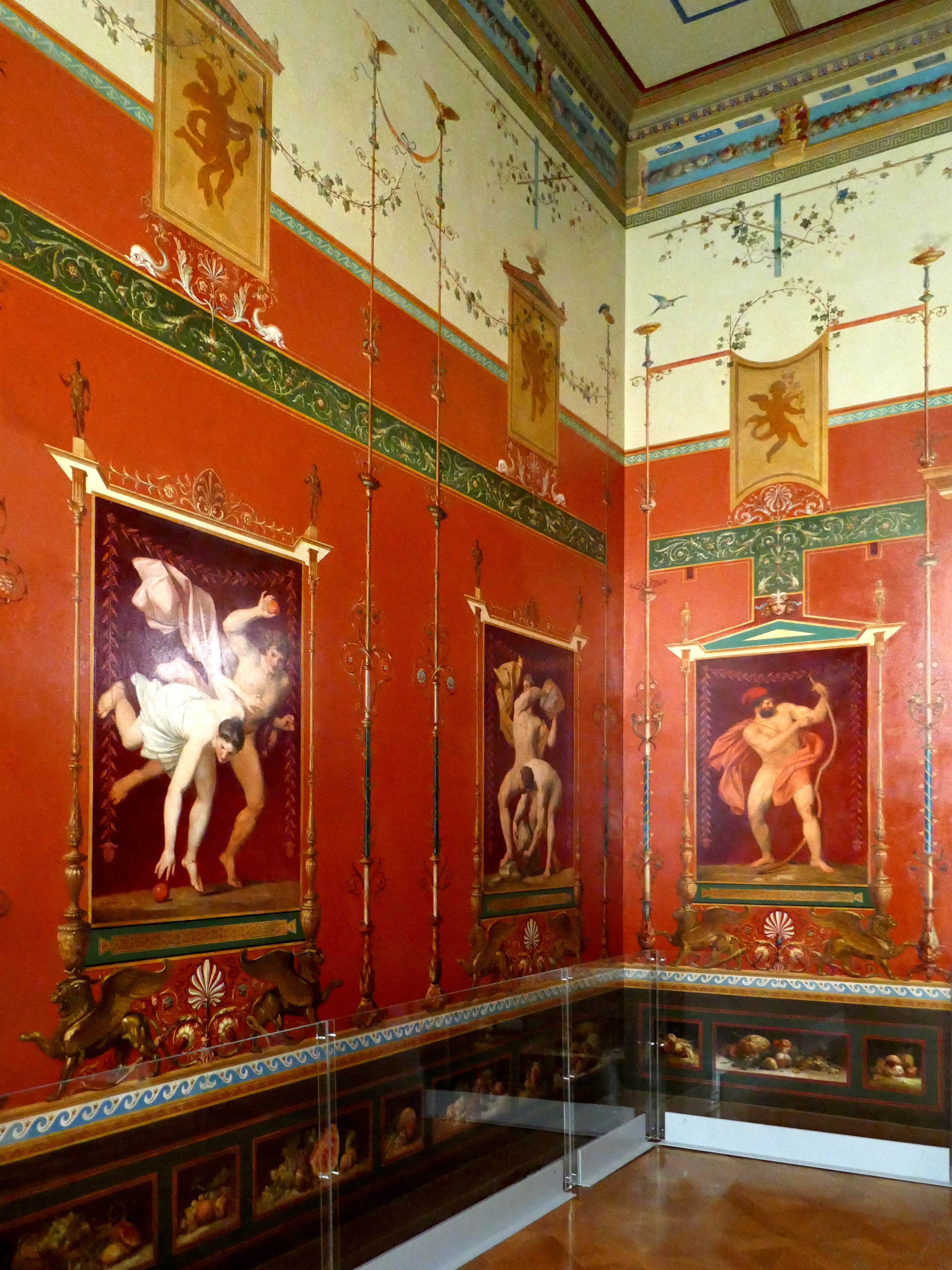
Hermesvillaのアイゼンメンゲルの装飾画
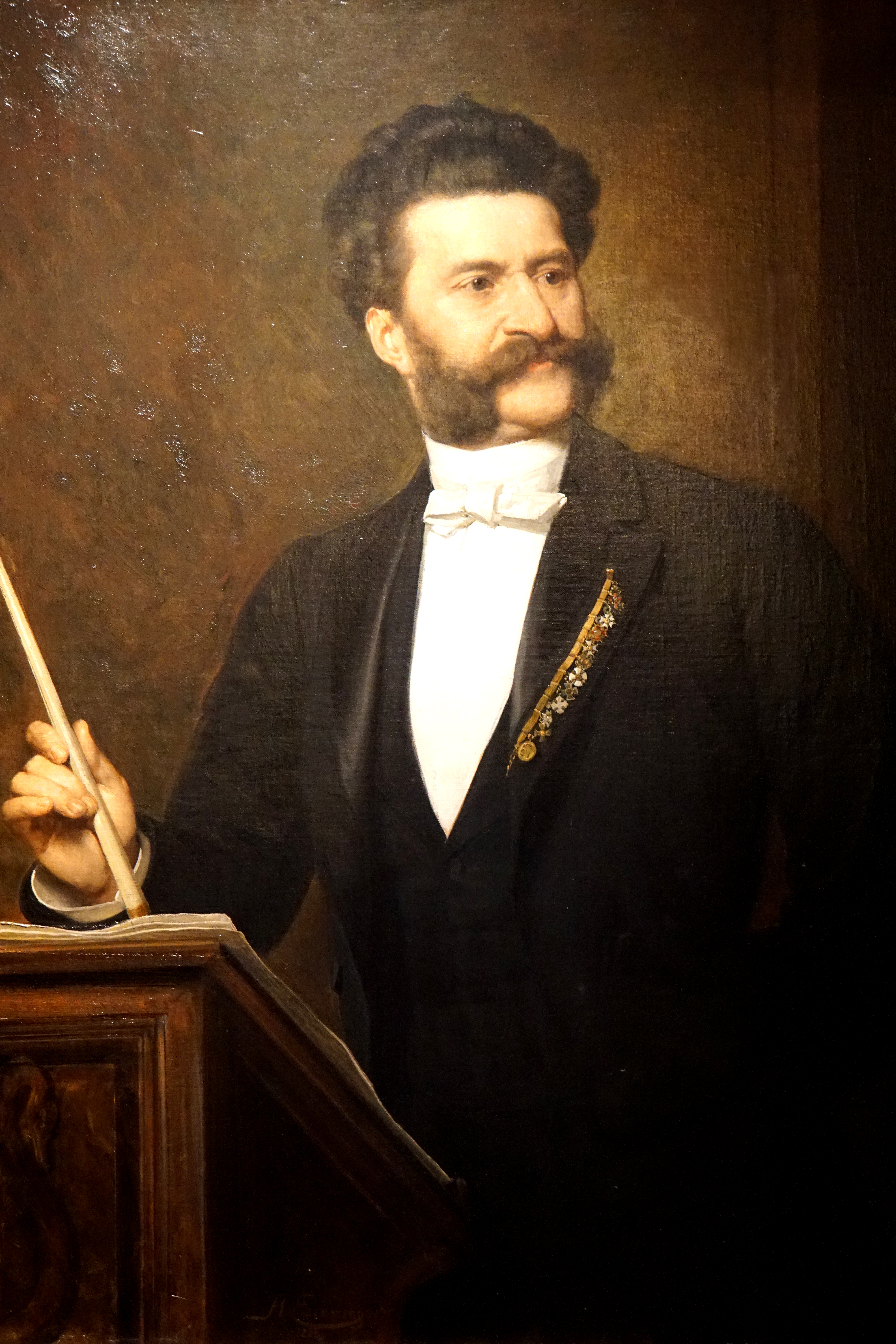
ヨハン・シュトラウス2世の肖像画
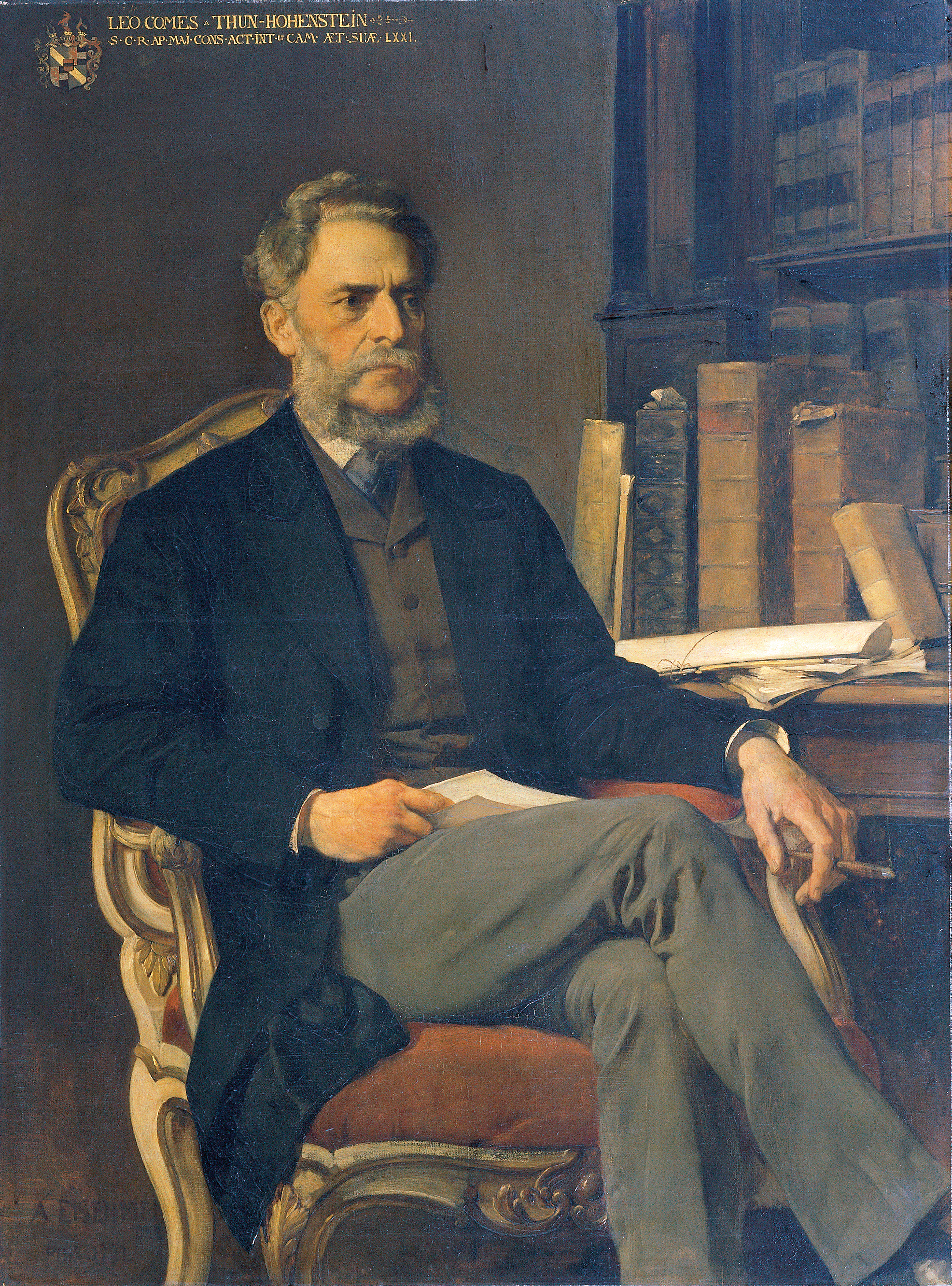
Leopold, Count von Thun und Hohenstein（政治家）
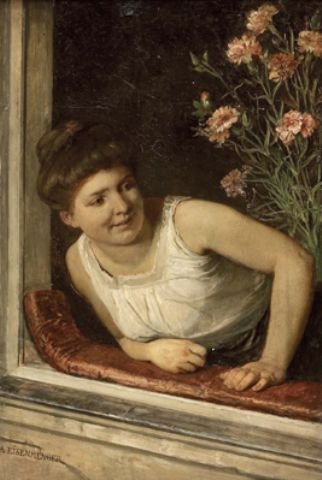
窓からのぞく見物人